# メタルマックス3 双銃身の魔女
『メタルマックス3 双銃身の魔女』（メタルマックススリー そうじゅうしんのまじょ）は、原案：宮岡寛、漫画：山本貴嗣による日本の漫画作品。『ファミ通コミッククリア』（エンターブレインのウェブコミック配信サイト）において配信された。

## 概要
ニンテンドーDS用ソフト「メタルマックス3」のコミカライズ作品。組織や地名などゲーム本編と同一の世界を舞台としているが直接的な関わりはない。一部にゲーム中に登場したキャラクターが登場する。

## ストーリー
伝説の「大破壊」により荒廃した近未来、生き残った人類は過去の文明の遺産を食い潰しながら生き抜いていた。
その荒れ果てた荒野に2人の姉妹が誕生する。天から与えられた才能を持ちながら過酷な運命に巻き込まれ、思いもよらない世界に足を踏み入れていく。

## 登場人物
テッカ
「双銃身（ダブルバレルズ）」の一人。黒縁眼鏡とボディスーツの長身の美女。
「黒フレームの死神」のアダ名で呼ばれるハンター。
タマ
「双銃身（ダブルバレルズ）」の一人。かわいい姿をしているが、コブラやマングースより速い。
「時をはしょる少女」と呼ばれているソルジャー。
ハビエル
流れ者のハンター。仲間からはボスと呼ばれるリーダー的存在。
嘗て冷血党に襲撃され壊滅した町でテッカとタマを拾う。仲間思いで面倒見がよく、仲間からの信頼も厚い。
荒野で生きる強さを教えるためテッカに厳しく接する。
リタ
ハビエルの仲間の女ソルジャー。
タマにソルジャーの訓練をする。
マシュー
ハビエルの仲間のメカニック。
ジゴ
ハビエルの仲間。
サイモン
ハビエルの仲間。西の砂漠では最強の戦闘犬。
瓦礫に埋もれたテッカとタマを見つけ、ハビエルの仲間になるきっかけを作った。
サラギ
ハビエルとは浅からぬ因縁がある顔に火傷をもつ男。
ハビエルを貶める物言いでテッカと衝突する。
ガリンド
「蛇舌のガリンド」と呼ばれる、冷血党の幹部候補。